# Mary Louise Cleave
Pour les articles homonymes, voir Cleave.
Mary Louise Cleave est une astronaute américaine née à Southampton (État de New York) le 5 février 1947 et morte le 27 novembre 2023.

## Biographie
Mary Louise Cleave est née à Southampton dans l'État de New York, elle est la fille de Howard et Barbara Cleave. Elle grandit à Great Neck, à proximité de New York.
Mary Louise est diplômée en 1965 de Great Neck School (en). En 1969, elle obtient un baccalauréat ès sciences en sciences biologiques à l'université d'État du Colorado, et en 1975, elle obtient une maîtrise ès sciences en écologie microbienne à l'université d'État de l'Utah. En 1979, elle obtient un doctorat en génie civil et environnemental à l'université d'État de l'Utah.
Cleave est sélectionnée comme astronaute en mai 1980. Ses missions techniques incluent la vérification des logiciels de vol dans les laboratoires d'intégration de la navette. Elle est une spécialiste de la mission STS-61-B (du 26 novembre au 3 décembre 1985) et STS-30 (du 4 au 8 mai 1989).
Cleave quitte la NASA en mai 1991.

### Mort
Cleave meurt le 27 novembre 2023 à l'âge de 76 ans.

## Vols réalisés
- 27 novembre 1985 : Atlantis STS-61-B
- 9 janvier 1990 : Atlantis STS-30